# فلاکوس
وریوس فلاکوس لغت‌نویس و نحوی رومی بود که در حدود ۱۰ ق م در روم برآمد و بسیار سال‌خورده بود که در زمان تیبریوس درگذشت.
او مؤلف قدیم‌ترین واژه‌نامهٴ لاتینی‌ است، که ظاهراً یک واژه‌نامهٴ دائرةالمعارفی بوده، چون علاوه بر کلمات، حاوی اطلاعات زیادی دربارهٴ خود اشیا نیز بود.